# لوفيسا
لوفيسا بلدة تقع إدارياً ضمن أوسيما في فنلندا. ويبلغ عدد سكانها 15,311 نسمة حسب تعداد 31 ديسمبر 2015.

## معرض صور

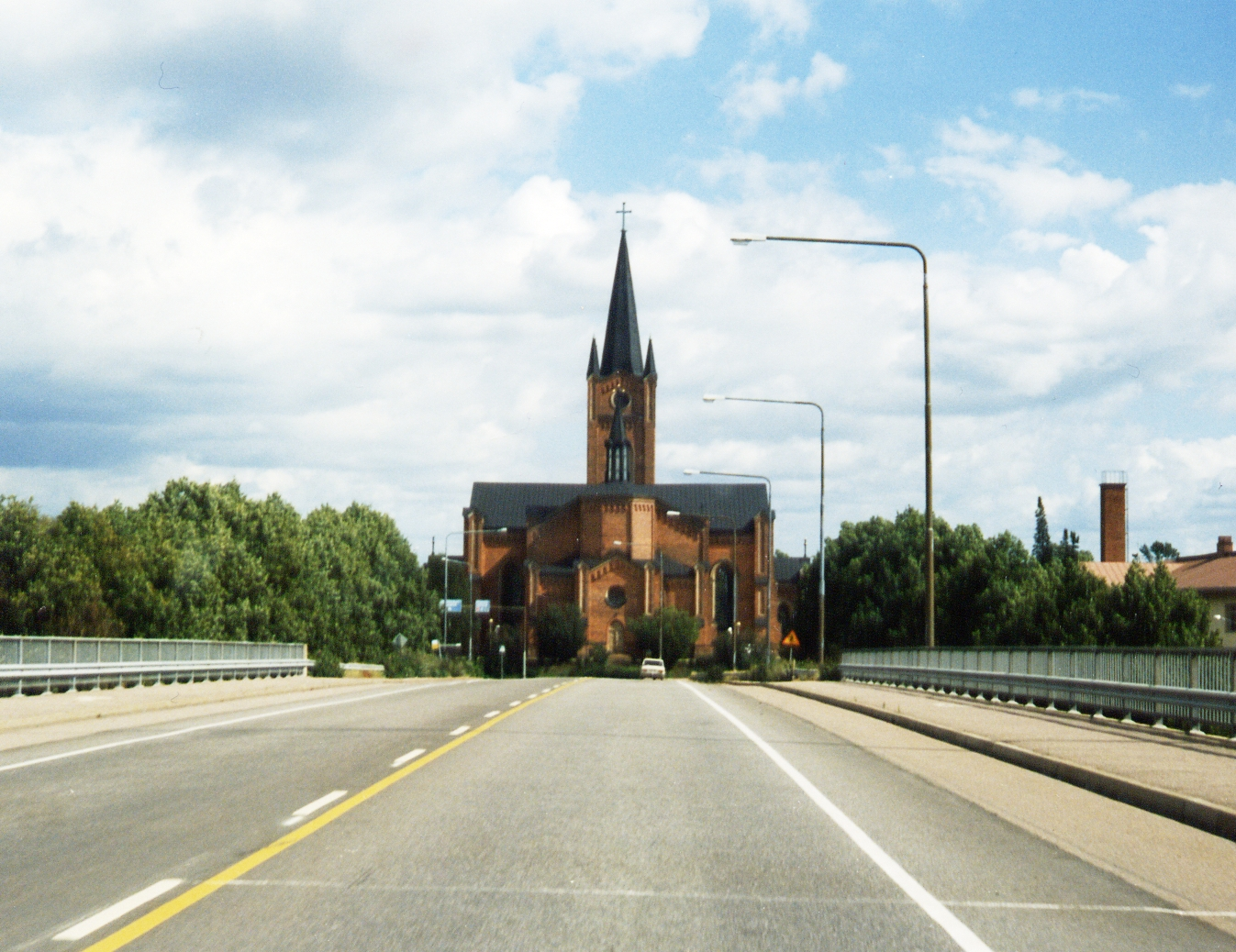
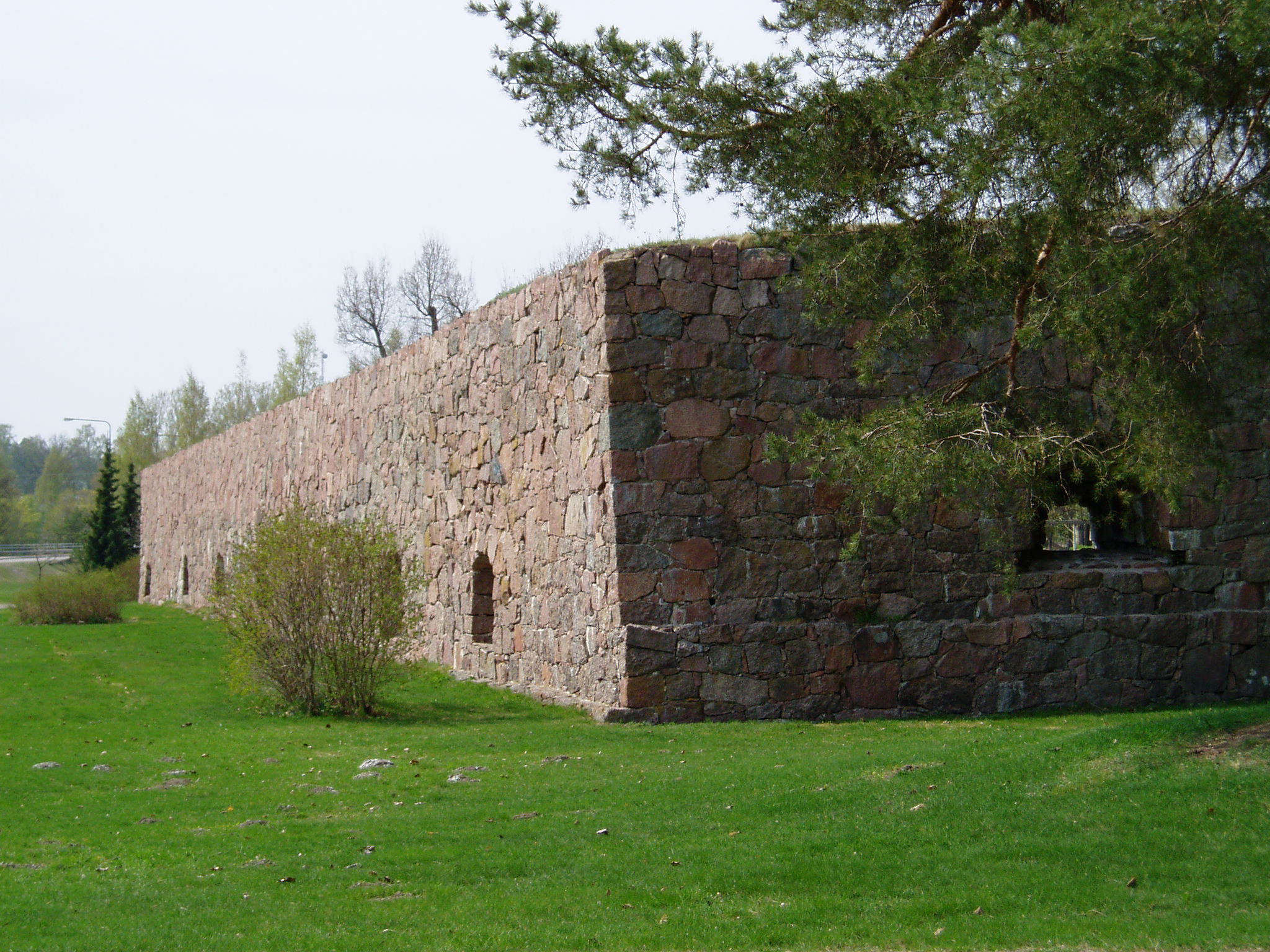
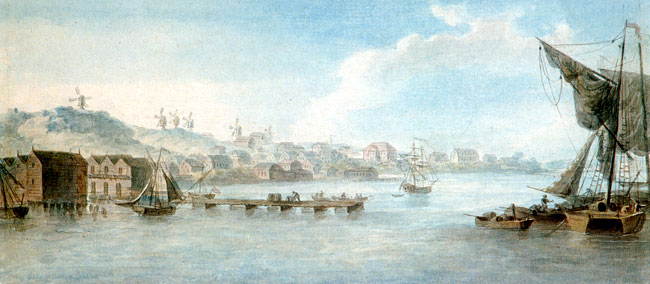

## توأمة
لوفيسا اتفاقيات توأمة مع كل من:
- هورتن
- باكس
- هيليرود
- Ólafsfjörður [الإنجليزية]‏
- مرعش
- Haapsalu City ‏
- كارلسكرونا

## أعلام
- تويفو ماكيلا

## وصلات خارجية
- الموقع الرسمي